# Marvel’s Guardians of the Galaxy
Marvel’s Guardians of the Galaxy ist ein Action-Adventure-Videospiel, das von Eidos-Montréal entwickelt und von Square Enix Europe veröffentlicht wurde. Es ist am 26. Oktober 2021 für die PlayStation 4, PlayStation 5, Xbox One, Xbox Series und für Windows erschienen. Für die Nintendo Switch erschien am selben Tag eine Cloud-Version. Das Spiel basiert auf den Guardians of the Galaxy, einem von Marvel Comics erschaffenen fiktiven Superhelden-Team.

## Handlung
Die Handlung von Marvel’s Guardians of the Galaxy spielt einige Jahre nach einem massiven interstellaren Krieg, der seine Spuren in der gesamten Galaxie hinterlassen hat. Zu denen, welche diese Situation ausnutzen wollen, um Geld zu verdienen, gehören die Guardians of the Galaxy, eine Söldnergruppe bestehend aus dem Anführer Star-Lord, der Attentäterin Gamora, dem Waffenspezialisten und Erfinder Rocket Raccoon und dessen Partner Groot sowie dem legendären Krieger Drax der Zerstörer. Weil die Guardians of the Galaxy kein Geld mehr haben, wollen sie die wohlhabende Bestiensammlerin Lady Hellbender betrügen. Dieser Versuch setzt aber eine Reihe katastrophaler Ereignisse in Gang, die den Frieden im Universum bedrohen.

## Spielprinzip
In Marvel’s Guardians of the Galaxy steuert der Spieler Star-Lord aus einer Third-Person-Perspektive. Der Spieler kann Star-Lords Waffen verwenden, um Feinde zu besiegen, oder mit seinen Jetboots durch die Luft fliegen. Die anderen Mitglieder der Guardians of the Galaxy sind nicht direkt spielbar und sind Nicht-Spieler-Charaktere, die den Spieler im Kampf unterstützen und denen der Spieler Befehle erteilen kann. Jedes Mitglied des Teams hat seine eigenen Fähigkeiten und Fertigkeiten, die der Spieler durch passende Befehle kombinieren kann, um mehr Schaden auszuteilen. Während der Spieler gegen Feinde kämpft, füllt sich eine Leiste auf. Bei voller Leiste kann der Spieler ein „Huddle“ auslösen, eine Teambesprechung, die das Kampfgeschehen pausiert. Der Spieler muss für eine Motivationsrede Dialogoptionen auswählen. Eine gute Rede erhöht die Fähigkeiten und Fertigkeiten aller Mitglieder der Guardians of the Galaxy, während eine schlechte Rede nur Star-Lords erhöht.
An mehreren Stellen des Spiels kann der Spieler über Dialogoptionen wichtige Entscheidungen treffen, die sich auf die Beziehungen unter den Guardians of the Galaxy oder die Belohnungen bestimmter Missionen auswirken. Die gefällten Entscheidungen werden von Star-Lord und seinen Teamkollegen im Verlauf des Spiels mehrmals referenziert. Trotz der Dialogbäume bleibt die Haupthandlung des Spiels die gleiche und auch das Ende des Spiels wird nicht von den Dialogoptionen beeinflusst.

## Entwicklung
Marvel’s Guardians of the Galaxy wurde von Eidos-Montréal entwickelt, die PC-Version wurde in Zusammenarbeit mit d3t entwickelt. Eidos-Montréal hat Star-Lord als Hauptcharakter des Spiels ausgewählt, da der Spieler sich, dem Entwicklerteam zufolge, mit ihm als einzigen Menschen unter den Guardians of the Galaxy am meisten identifizieren könne. Das Team entschied sich dagegen, einen Mehrspielermodus einzubauen, weil sie die Charaktere und die Beziehungen zwischen ihnen als eines der wichtigsten Bestandteile des Spiels ansahen. Die Guardians of the Galaxy seien eine Gruppe bunter Persönlichkeiten, in der sich die Mitglieder auch gegen Star-Lords Entscheidungen stellen können und somit auch eine besondere Dynamik im Team entstehe. Die ebenfalls von Eidos-Montréal entwickelte Reihe Deus Ex diente als Inspiration für die Dialogbäume und Entscheidungen, die zu verschiedenen Ergebnissen führen können. Die in Marvel’s Guardians of the Galaxy verwendete Engine ist die von Eidos-Montréal für Deus Ex: Mankind Divided entwickelte Dawn Engine.

## Veröffentlichung
Im Januar 2017 gaben Marvel Entertainment und Square Enix eine Kollaboration bekannt, um mehrere Spiele basierend auf verschiedenen Figuren und Gruppen aus dem Marvel-Universum zu entwickeln. Nach einem Spiel zu den Avengers sollte ein Spiel zu den Guardians of the Galaxy das zweite Spiel dieser Partnerschaft sein. Offiziell wurde das Marvel’s Guardians of the Galaxy erst am 13. Juni 2021 auf der Videospielmesse E3 während einer Pressekonferenz vom Publisher Square Enix angekündigt. Dort wurde das Spiel für die PlayStation 4, PlayStation 5, Xbox One, Xbox Series und Windows mit dem 26. Oktober 2021 als Veröffentlichungstermin angekündigt. Zwei Tage später wurde wieder auf der E3 während einer Nintendo Direct eine Cloud-Version des Spiels für die Nintendo Switch angekündigt. Am 26. Oktober 2021 erschienen alle Versionen des Spiels.

## Rezeption
Marvel’s Guardians of the Galaxy erhielt je nach Plattform gemischte bis positive Wertungen. Nach dem Review-Aggregator Metacritic erhielten die Windows-Version mit 78, die PlayStation-5-Version mit 80 und die Xbox-Series-Version mit 84 von 100 möglichen Punkten hauptsächlich positive Wertungen. Die Cloud-Version auf der Nintendo Switch erhielt nach Metacritic mit 58 Punkten nur durchschnittliche Wertungen.

### Auszeichnungen
Marvel’s Guardians of the Galaxy war zu mehreren Auszeichnungen nominiert, von denen es einige gewonnen hat. So wurde es bei den Game Awards 2021 zum Spiel mit der besten Handlung ausgezeichnet. Bei den DICE Awards 2022 wurde das Spiel sowohl zum Spiel mit der besten Handlung als auch zum besten Adventure-Spiel des Jahres ausgezeichnet. Bei den Steam Awards 2021 wurde der Soundtrack des Spiels vom Publikum zum Besten des Jahres ausgezeichnet.
| Preisverleihung      | Kategorie                        | Resultat  | Datum            |
| -------------------- | -------------------------------- | --------- | ---------------- |
| The Game Awards 2021 | Best Narrative                   | Gewonnen  | 9. Dezember 2021 |
| The Game Awards 2021 | Best Score and Music             | Nominiert | 9. Dezember 2021 |
| The Game Awards 2021 | Innovation in Accessibility      | Nominiert | 9. Dezember 2021 |
| The Game Awards 2021 | Best Action/Adventure Game       | Nominiert | 9. Dezember 2021 |
| Steam Awards 2021    | Best Soundtrack                  | Gewonnen  | 3. Januar 2022   |
| DICE Awards 2022     | Outstanding Achievement in Story | Gewonnen  | 24. Februar 2022 |
| DICE Awards 2022     | Adventure Game of the Year       | Gewonnen  | 24. Februar 2022 |

### Verkaufszahlen
Im Vereinigten Königreich debütierte Marvel’s Guardians of the Galaxy in seiner ersten Verkaufswoche auf dem zweiten Platz, hinter FIFA 22. Genaue Verkaufszahlen zum Spiel sind nicht bekannt. Jedoch gab Square Enix, das Mutterunternehmen des Publishers Square Enix Europe, im Februar 2022 bekannt, dass Marvel’s Guardians of the Galaxy die Verkaufserwartungen nicht erfüllte.